# 两广路

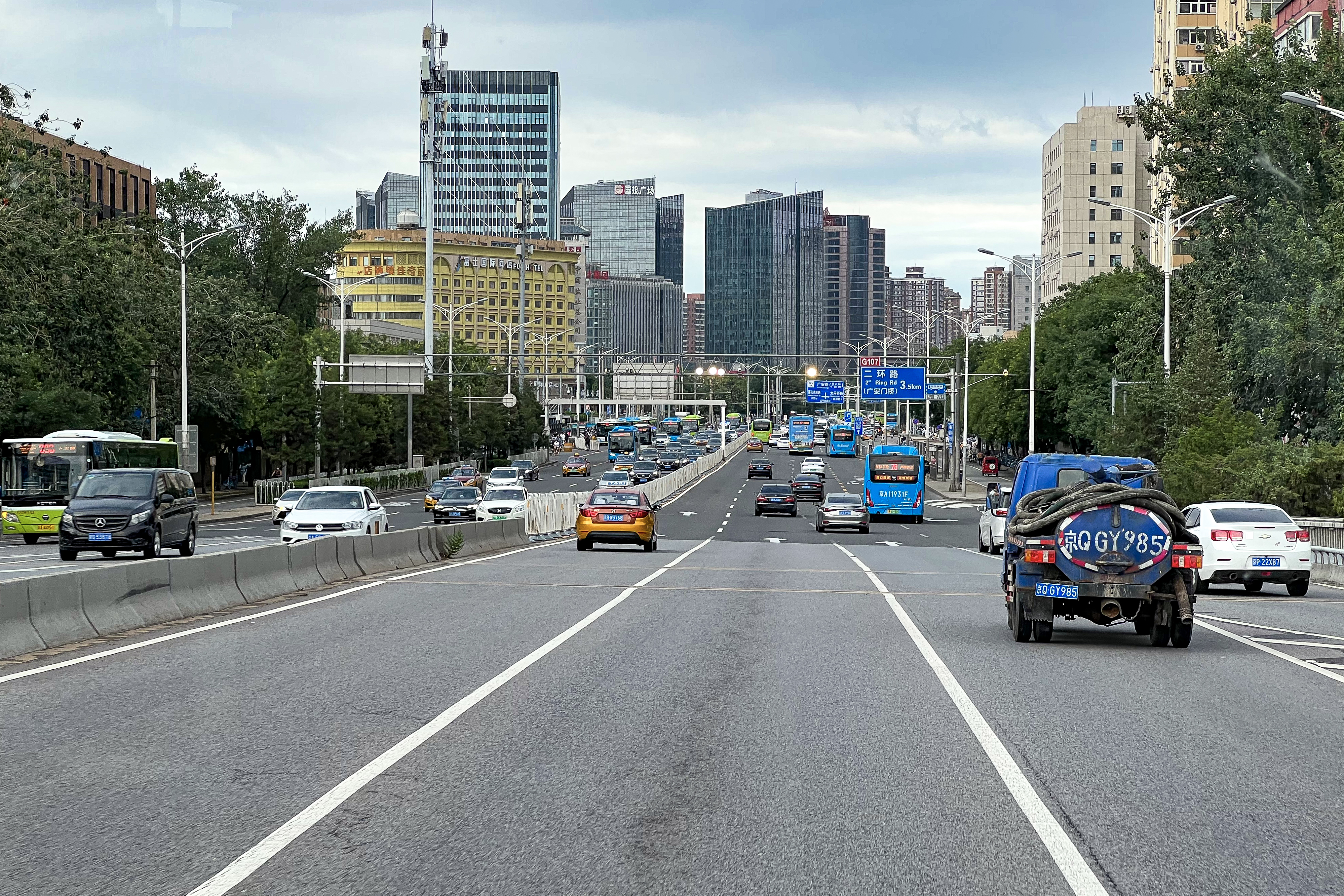
六里桥东侧的广安路

广安大街又称为“两广路”，是多段道路的总称，自西向东包括广安门内大街、骡马市大街、珠市口西大街、珠市口东大街、广渠门内大街。
广安大街修建于2000年，2001年通车，由于西起北京旧城门广安门，东至北京旧城门广渠门。故称为两广路。从广安门桥和广渠门桥延长的道路为广安大街的延长线。西段连接京港澳高速公路、东段连接通朝大街至通州城区，2021年1月20日通车至北运河以东，与横贯北京城市副中心行政办公区的运河东大街相接。
广安大街与平安大街和长安街构成北京最重要的三条东西向主干道。广安大街总长度8公里（不含延长线）。车速限制70公里/小时，双线六车道。

## 布局规划
广安大街相对于其他两条大街来说景点较少，但商业比较繁华，尤其是菜市口和珠市口一带，沿线建筑也相对现代化。且离天坛较近，并连接着前门大街与祈年大街两个南城比饺繁华的南北向大街。比较有名的景点如纪晓岚故居、康有为故居，著名的戏馆湖广会馆也位于这里。

## 交通情况
广安大街相对于其他两条大街来说交通管制较少，平时相对来说塞车较少，北京地铁7号线途经整个广安大街。

## 延长线
西沿线途经北京三环路六里桥连接京港澳高速，东沿线途经北京三环路双井桥与北京四环路大郊亭桥，已于2016年全线通车，并连接通朝大街到达通州城区。

## 延长线列表

### 西延长线列表
- 广安门外大街
- 广安路
- 京港澳高速

### 东延长线列表
- 广渠门外大街
- 广渠路
- 通朝大街